# Tecnología del Antiguo Egipto
La tecnología del Antiguo Egipto se caracterizó por una evolución lenta, que duró miles de años. El papel egipcio, hecho de papiro, y la cerámica eran producidos en grandes cantidades y exportados a otros pueblos del Mediterráneo. La rueda, sin embargo, no llegó que los invasores hicsos introdujeron el carro en el siglo XVI a. C. Utilizaron cerchas de cuerda para mantener fijo el casco de sus naves, siguiendo el método fenicio.
Hubo avances significativos durante el período dinástico en la astronomía, matemáticas, medicina y geometría, esta última una consecuencia de la necesidad de preservar la propiedad de las tierras de labranza, que eran inundadas anualmente por el río Nilo, perdiéndose las referencias a las lindes. El triángulo rectángulo y otras reglas también servían para representar estructuras rectilíneas, usadas en los planos de construcción. Egipto también era un centro de investigación sobre alquimia reconocido en el resto del mundo occidental.

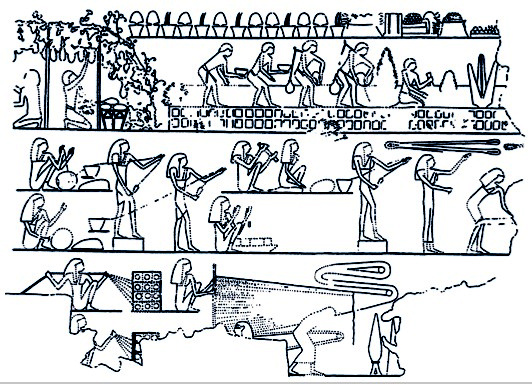
Trabajo en serie en el Antiguo Egipto.

## Papel y escritura

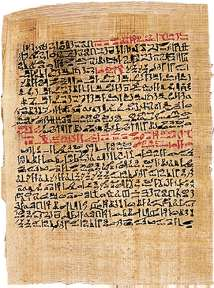
Papiro Ebers, que contiene un tratado médico.

El papel viene del término griego para el material egipcio usado para escribir, que se hacía con tiras de la planta del papiro. Fue elaborado en Egipto desde el 3000 a. C., y vendido a Grecia y a Roma. El establecimiento de la biblioteca de Alejandría limitó la exportación del papiro, por lo que Eumenes de Pérgamo dirigió la producción del pergamino para la biblioteca rival.
Los jeroglíficos egipcios, un sistema fonético de escritura, sirvieron como base para el alfabeto fenicio del que se derivaron los demás. Con esta capacidad tanto de escribir como de guardar lo escrito, los egipcios desarrollaron uno de los primeros sistemas decimales. La ciudad de Alejandría mantuvo la superioridad por los registros guardados en su biblioteca. Esta biblioteca fue dañada por el fuego cuando los romanos sitiaron la ciudad, y luego destruida totalmente en el año 391 por el patriarca Teófilo de Alejandría y su sucesor Cirilo, de forma que en el año 416 no quedaba ningún volumen. Con ella se perdieron muchos conocimientos sobre literatura antigua, historia, y otros campos.

## Estructuras y construcción

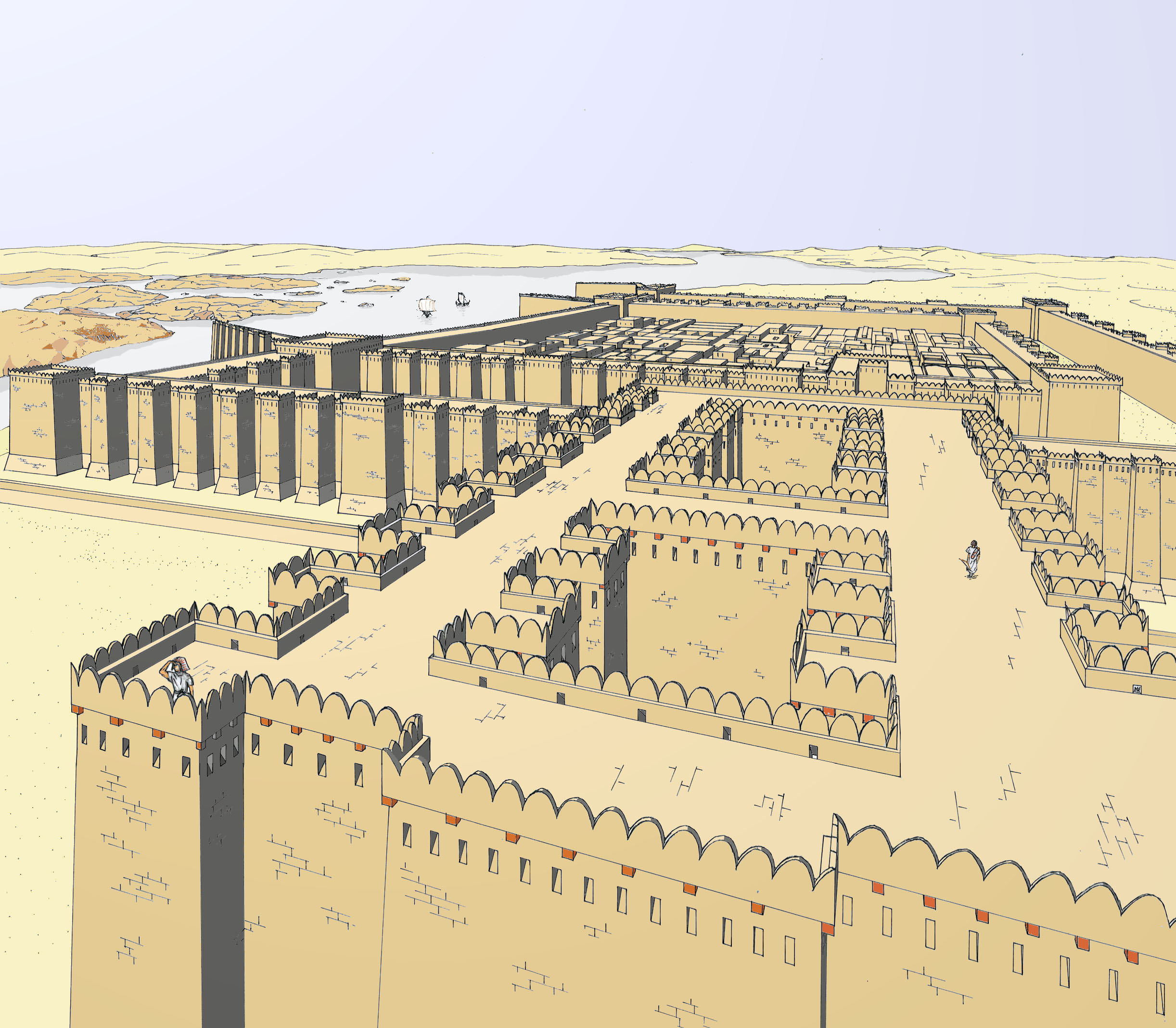
Reconstrucción de la fortaleza de Mirgissa, en la 2.ª catarata del Nilo.

La arquitectura monumental egipcia se extendió por un periodo de 3000 años, desde el neolítico al siglo I a. C. Muchos templos del Antiguo Egipto todavía se mantienen en pie, algunos están en ruinas por la erosión, mientras que otros se han perdido totalmente. Las construcciones egipcias están entre las más grandes concebidas y construidas por la humanidad, y constituyen uno de los símbolos de la antigua civilización egipcia. Los templos y las tumbas construidos por los faraones eran enormes e incluían estatuas colosales; algunas tumbas, como la de Tutankamón estaban excavadas en la roca del Valle de los Reyes. Del nombre del dios Ptah deriva el de Egipto, y era el dios de constructores y artesanos. Imhotep, que vivió circa 2550 a. C. y luego fue deificado, es el primer arquitecto conocido.
Los pueblos mediterráneos desarrollaron el faro, construyendo grandes linternas de fogatas; en el periodo helenístico se construyó el faro de Alejandría que les dio nombre. Situado en la isla de Pharos, era famoso en su tiempo y su recuerdo nunca se perdió. Alejandría era un puerto obligado para la importación y exportación de mercaderías, donde se situaba una aduana. 

### Monumentos
El valle del Nilo ha sido la cuna de una de las civilizaciones más influyentes, y sus monumentos arquitectónicos, entre los que se encuentran las pirámides de Guiza y la Gran Esfinge, figuran entre los edificios más grandes y más famosos del mundo. La Gran Pirámide de Guiza es el edificio más grande de Egipto y uno de los mayores del mundo, su base ocupa 52.609,128 m². Es una de las Siete Maravillas del Mundo, y la única que perdura.
Las pirámides eran monumentos funerarios, que en Egipto recibían el nombre de mer, literalmente «lugar del ascenso». Los egipcios forraron los ápices de sus pirámides con oro y cubrieron sus caras con piedra caliza blanca pulida, aunque han caído muchos de los bloques de piedra usados como revestimiento o se han utilizado en épocas posteriores para construir otros edificios. También usaron otros elementos arquitectónicos, como columnas, dinteles, sillares, jambas y decorado de paredes y suelos.

### Canales
En la época faraónica se construyeron muchos canales, la mayoría para regar los cultivos, y muchos eran navegables con pequeños botes de papiro usados para la pesca. Otros se construyeron específicamente para los grandes barcos de transporte. Según Heródoto, de los siete brazos del Nilo dos eran artificiales, aunque había otros grandes canales:
- El primero de éstos fue construido durante la sexta dinastía por orden del faraón Pepi I, que ordenó realizarlo para rodear la primera catarata del Nilo y permitir la navegación hasta Nubia. De 90 m de largo, 10 m de ancho y 9 m de profundidad, fue muy utilizado para el transporte de piedra, aunque se construyó principalmente para uso del ejército. Durante la Dinastía XII, Senusert III ordenó la excavación de otro canal en la misma zona, que hubo de ser reparado varias veces, según consta en distintos archivos.[nota 3]
- Ramsés III derrotó al ejército libio gracias al Agua de Ra, un canal situado en el delta, continuación del Bahr Yussef que conectaba Heracleópolis y Alejandría en la época de los Ptolomeos.
- El Bahr Yussef o canal de José conecta el Nilo con El Fayum. Era originalmente un brazo del Nilo que creó un lago al oeste durante las inundaciones. Alrededor del 2300 a. C. fue ensanchado y profundizado por Amenemhat IV para crear el lago Mer-uer (Moeris). El canal, de 15 km de longitud y 5 m de profundidad, se construyó en la pendiente natural de la depresión de Fayum y estaba controlado por la presa doble Ha-Uar, que regulaba el flujo entre el lago y el Nilo: seis meses circulaba en un sentido y los otros en dirección contraria.[9][10] Circa del año 230 a. C. el Bahr Yussef se descuidó, dejando que la mayoría del lago Moeris se secara. El Bahr Yussef todavía existe hoy, llevando agua hacia el Birket Qarun, un pequeño lago situado en el mismo lugar que el Moeris.
- En el este se construyó el canal de los Faraones, una gran obra que unía el mar Mediterráneo con el Rojo. Durante el Imperio Antiguo no era navegable, hasta que durante la dinastía XII se restauró el canal de Tumilat, que se usó como vía comercial durante los reinados de Hatshepsut y Tutmosis III. En el  1200 a. C. Ramsés II lo amplió de modo que los barcos mercantes alcanzasen fácilmente su capital, Pi-Ramsés. Para ello hizo un canal de 100 km desde Bubastis hasta Pi-Atum, en el lago Timsah. 650 años después Necao I unió Timsah con los lagos Amargos.[11] Darío I terminó la construcción cien años después, hacia el 500 a. C., ampliándolo hasta Suez. Trajano llevó a cabo obras de mantenimiento, dándole el nombre de Río de Trajano.[12] El califa Omar lo puso de nuevo en funcionamiento en el año 641, pero fue cerrado definitivamente por Al-Mansur.[13]
- La región de Fayum alrededor del lago Moeris se podía alcanzar por barco desde el Nilo por un brazo con el que se conectaron canales. Ptolemais estaba unida con Arsinoe por un canal de 20 km, según Tolomeo.
- También había un canal de unos 90 km entre Menfis y Heracleópolis Magna durante la décima dinastía.

#### Métodos de construcción

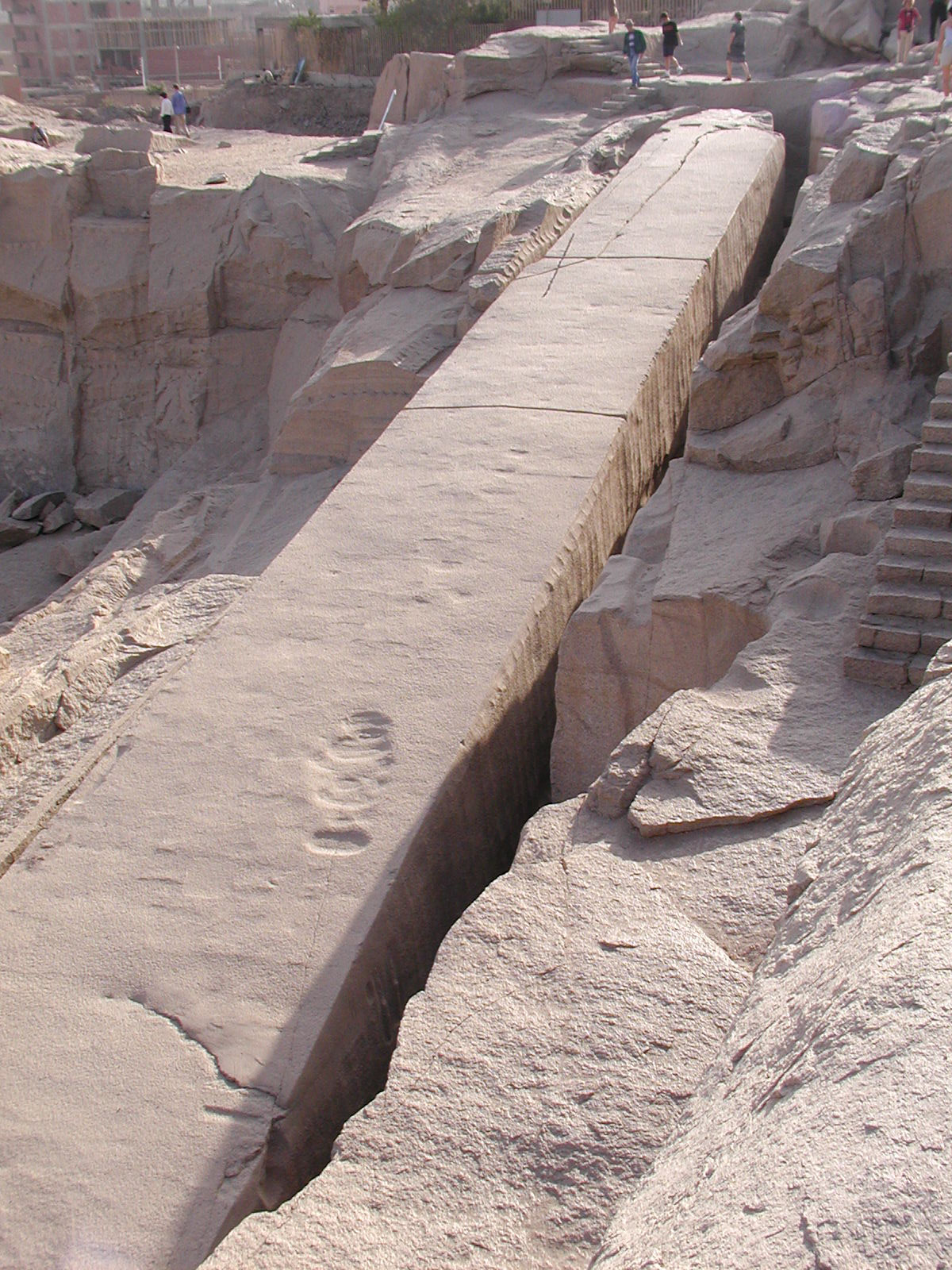
Obelisco inacabado en la cantera de Asuán.

Es un tema de debate el sistema que se utilizaba para trabajar el granito. Patrick Hunt postula que los egipcios utilizaron el esmeril, que tiene un alto grado de dureza en la escala de Mohs. Con respecto a la construcción, uno de los métodos posiblemente usados por los constructores fue la palanca, con la que se izaron obeliscos que pesaban más de cien toneladas: cualquier objeto rígido que se utilice con un punto de apoyo apropiado multiplica la fuerza mecánica que se puede aplicar a otro objeto, lo que permite moverlo con menor esfuerzo. La palanca es una de las seis máquinas simples.
Hay muchas hipótesis sobre las técnicas de construcción de las pirámides, técnicas que variaron con el tiempo. La mayoría de las hipótesis se basan en la idea que los enormes bloques de piedra se trasladaron desde las canteras para levantar los edificios; los desacuerdos se centran en el método por el cual las piedras fueron transportadas y colocadas, después de ser talladas con cinceles. 
También hay desacuerdos en cuanto a la clase de mano de obra usada. La hipótesis griega sugiere que la mano de obra estaba formada por esclavos, pero no es la más aceptada actualmente. Los arqueólogos creen que millares de expertos trabajadores acampaban cerca de las construcciones y trabajaban por un sueldo o como forma de pago de los impuestos.

## Navegación

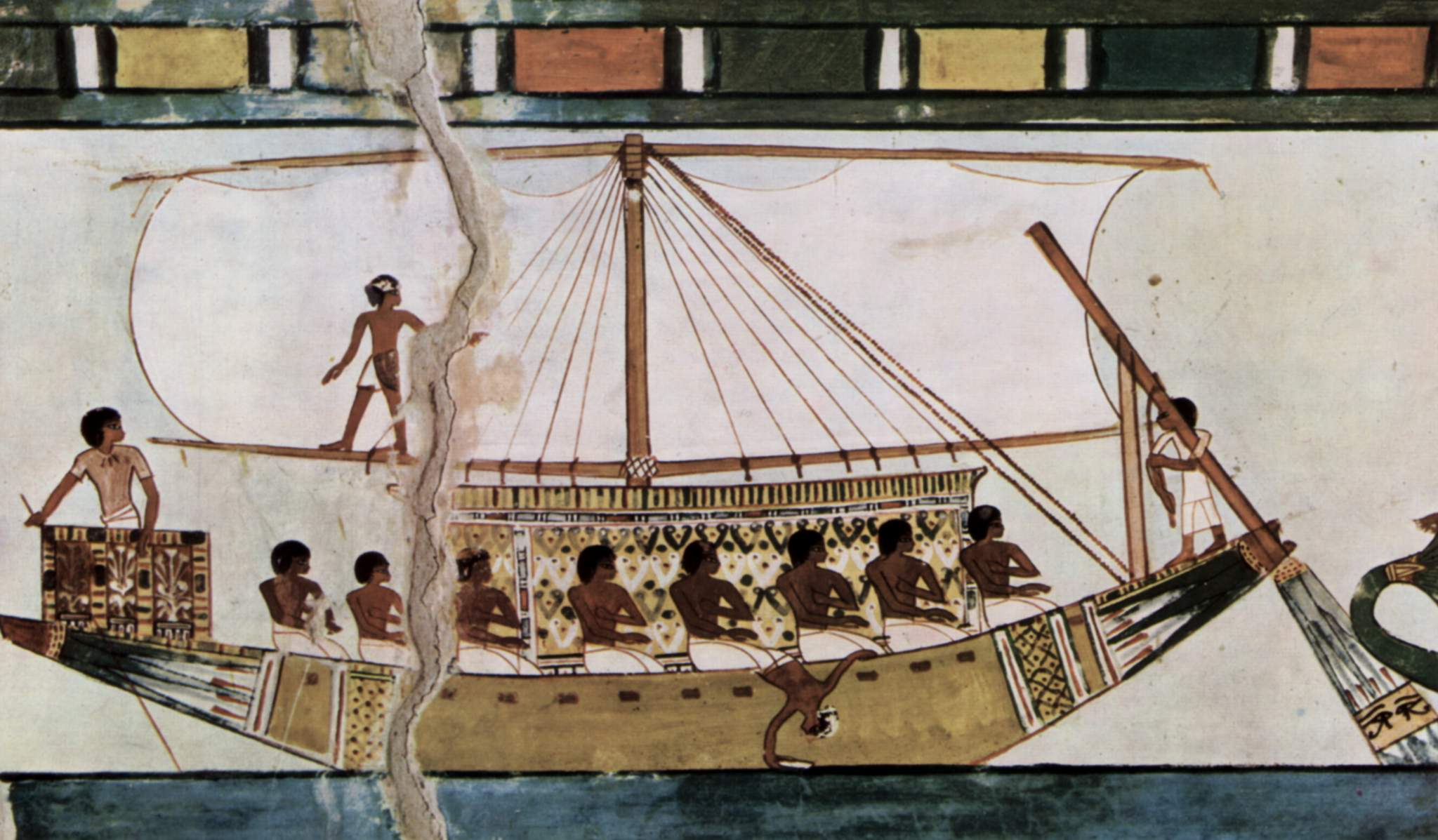
Barco para la navegación fluvial.
(Tumba de Mena).

Los  egipcios tenían un cierto conocimiento sobre la construcción de barcos vela, utilizada desde la antigüedad para sus viajes al sur por el Nilo a favor del viento. De hecho el río, y los diferentes canales artificiales que abrieron los faraones, era el medio  utilizado preferiblemente para el transporte de mercancías. En épocas posteriores se construyeron barcos cuya vela les posibilitaba la navegación contra el viento, lo que permitía las travesías marítimas. La técnica necesaria para la construcción de barcos, así como la madera, tenían su origen en Biblos, y desde el año 2400 a. C. fueron capaces de viajar costeando por el Mediterráneo, y en el 1464 a. C. la reina Hatshepsut envió una expedición de cinco naves por el mar Rojo.
Los barcos utilizados en el mar se llamaron kebenit, y seguían el modelo fenicio: un largo casco curvado con espolón en la proa y una popa elevada, con dos casetas a cada extremo. Una soga pasaba por cuatro apoyos y unía los extremos, y en el centro se instalaba un mástil que portaba una vela rectangular. En popa había dos timones, uno a cada costado. Cuando el viento amainaba, la tripulación tomaba los remos.

## Irrigación
La irrigación artificial fue muy utilizada en Egipto una civilización hidráulica que había desarrollado la ingeniería necesaria en alto grado. En la producción agrícola se utiliza principalmente para sustituir la escasez de precipitaciones en los períodos de sequía, en contraposición a la dependencia de la precipitación en las tierras de secano. Hay evidencias de que el faraón Amenemhat III de la dinastía XII (circa 1800 a C.) utilizó el lago natural de El Fayum como depósito para almacenar excedentes de agua para su uso durante las estaciones secas. El lago se llenaba durante las inundaciones del Nilo con el canal de José, que no solo llevaba agua sino también el limo de las crecidas, convirtiendo la zona en un fértil oasis. Desde los canales de transporte salían otros más pequeños que regaban las tierras de los alrededores.
Estudios recientes sugieren que la noria es originaria del periodo ptolomeico, donde apareció en el siglo III a. C., como una evolución de los elevadores de agua conocidos en siglos anteriores. De acuerdo con John Peter Oleson, tanto la rueda hidráulica como la noria pudieron ser utilizadas en el siglo IV a. C., se ve en los frescos de una tumba alejandrina del siglo II a. C. y se menciona en los escritos de Callixeno de Rodas durante el reinado de Ptolomeo IV.

## Fabricación de vidrio

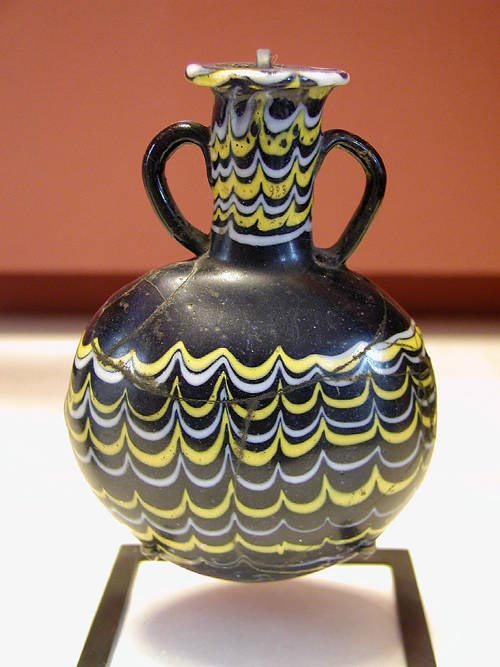
Jarra de cristal del Imperio Nuevo.

El conocimiento egipcio de la vidriería era avanzado. Los abalorios de cristal más antiguos conocidos fueron hechos durante el Imperio Nuevo, alrededor del 1500 a. C., y producidos en una gran variedad de colores, creando las primeras cuentas y adornos de vidrio coloreado para decorar diferentes objetos. Se hacían enrollando el vidrio fundido alrededor de una barra de metal; eran altamente estimados como objeto negociable, especialmente las cuentas azules, que se creía que tenían propiedades mágicas. Los egipcios hacían tarros y botellas pequeñas usando el método del núcleo: los hilos de cristal se enroscaban alrededor de una bolsa de arena atada a una varilla de hierro y se recalentaba continuamente para fundir los hilos juntos. La  arena cubierta de cristal se mantenía en movimiento hasta que tenía la forma y tamaño requeridos; entonces se refrescaba, se pinchaba la bolsa y se quitaba la varilla. Según la finalidad, se trabajaba también volcando el vidrio fundido en moldes.

## Astronomía
Los egipcios eran gente práctica y esto se refleja en su estudio de la astronomía. Incluso antes de la unificación en el año 3000 a. C., la observación del cielo había influenciado en el desarrollo de una religión en la cual varias de sus deidades principales eran cuerpos celestes. En el Bajo Egipto los sacerdotes construyeron paredes circulares de adobe para hacer un horizonte artificial donde marcaron la posición del Sol al amanecer y anochecer, para anotar los solsticios. Esto permitió que descubrieran que el disco del sol, personificado como Ra, tarda 365 días en volver al mismo solsticio. Mientras tanto, en el Alto Egipto se desarrolló un calendario lunar basado en el comportamiento de la Luna y la reaparición de Sirio (spdt, Sopedet) después de su ausencia anual, con cerca de 70 días de naciente helíaco. El año comenzaba con esta salida de Sirio. Como el año civil egipcio era de 365 días, comenzó a separarse esta salida del inicio de las crecidas del Nilo, otro de los puntos de referencia para el calendario; ambos calendarios coincidían cada 1.461 años.
Después de la unificación de Egipto ambos calendarios condujeron a un calendario civil simplificado con doce meses de 30 días repartidos en tres estaciones de cuatro meses, más cinco días adicionales para conseguir el año de 365 días; pero no resolvieron el problema del cuarto de día adicional. El día y la noche estaban divididos en 24 unidades, cada una personificada por un dios. Un reloj de sol encontrado en la tumba de Seti I con las instrucciones para su uso muestra que las horas de luz estuvieron repartidas en 10 unidades, y había 12 horas para la noche y una hora para el amanecer y otra para el crepúsculo. Sin embargo, en tiempos de Seti I ya no se usaba esta división, considerando día y noche repartidos en 12 horas cuya duración variaba según la época del año.
Según la mitología egipcia, la clave estaba en el movimiento del dios Ra y su viaje a lo largo del horizonte, que junto al de la diosa Nut desarrolló no solo el calendario, sino toda una filosofía sobre el tiempo futuro e incluso sobre el concepto del faraón.

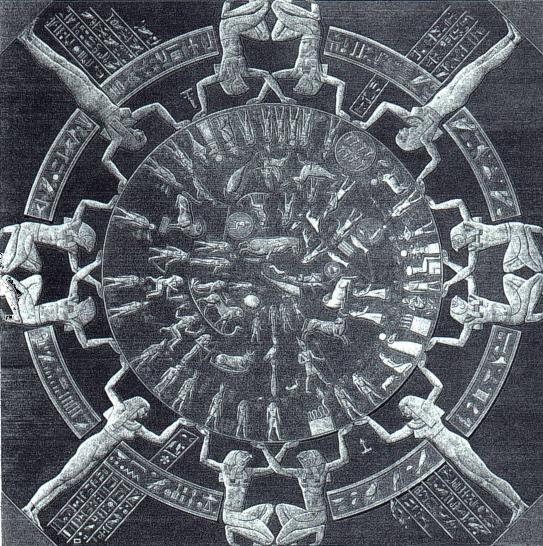
Zodiaco de Dendera en el techo del templo de Hathor (Museo del Louvre).

Durante la quinta dinastía seis reyes construyeron templos del sol en el honor de Ra. Se han estudiado los complejos arquitectónicos de los templos construidos por Nyuserra en Abu Gurab y Userkaf en Abusir, y tienen alineaciones astronómicas; las azoteas de algunos de los edificios parece que se utilizaban para observar las estrellas, calcular las horas durante la noche y predecir la salida del sol para celebrar los festivales religiosos.
Durante el Imperio Medio de Egipto, los sacerdotes utilizaron unas tablas con las alineaciones estelares de cada mes, que daban errores algunos siglos después debido al error del calendario (falta del año bisiesto); pero los escribas continuaron copiándolas, con lo que perdieron su utilidad y posiblemente, la comprensión sobre ellas.
Según muestra el zodiaco de Dendera, encontrado en el templo de Hathor, los egipcios conocían los equinoccios. Algunos edificios del complejo de Karnak, por ejemplo, fueron orientados hacia el punto en el horizonte adonde ciertas estrellas se levantaban o fijaban en momentos importantes del año. Debido a los movimientos estelares las estrellas cambiaron de lugar en el firmamento, y algunos siglos más adelante, cuando los templos fueron reconstruidos, las orientaciones de los edificios quedaron obsoletas.

## Medicina
La medicina se enseñaba en las casas de la vida adjuntas a los templos, que también servían como hospitales. El primer documento médico conocido es el papiro Erwin Smith, documento quirúrgico que data del siglo XVII a. C. y transcribe conocimientos de una época anterior. Nos han llegado otros papiros, como el Ebers, recopilación de textos médicos, los de Lahun, que contienen un tratado ginecológico, el Hearst, que es un formulario médico práctico y el papiro de Londres, que contiene numerosos encantamientos. Hesy-Ra, que vivió hacia el año 3000 a. C., es considerado el médico más antiguo que se conoce.
Sin embargo, los historiadores médicos creen que la farmacología egipcia antigua no era efectiva. Según Michael D. Parkins, el 72% de 260 prescripciones médicas del papiro de Hearst no contiene ningún elemento curativo. Parkins explica que prácticas como el uso de excrementos animales pueden tener características curativas, pero son de alto riesgo: la aplicación de excrementos de vaca a las heridas, perforaciones de oído, tatuajes, y a infecciones crónicas del oído eran factores importantes para desarrollar el tétanos. Frank J. Snoek escribe que la medicina egipcia utilizó las motas de mosca, sangre de lagarto, dientes de cerdos, y otros remedios similares que él considera lesivos.
La momificación no fue practicada siempre en Egipto; pero una vez que la práctica comenzara, adquirieron conocimientos más profundos del cuerpo humano.

## Ebanistería
Los egipcios desarrollaron una gran variedad de muebles, y en algunas tumbas se encuentran las primeras evidencias de taburetes, camas y mesas, como los encontrado en la tumba de Tutankamon o un taburete hallado en Tebas (1550 a. C.). Algunos muebles recuperados pertenecen al III milenio a .C., como una cama encontrada en una tumba de Tarjan (2550 a. C.) y restos de muebles dorados encontrados en la cámara funeraria de la reina Hetepheres I.

## Teorías pseudocientíficas
hay quien piensa que los egipcios tenían alguna forma de comprensión de los fenómenos eléctricos debido a la observación de los rayos y la interacción con peces eléctricos (como el Malapterurus electricus) u otros animales. (por ejemplo, las anguilas eléctricas).
La sugerencia humorística de Joseph Norman Lockyer a un colega de que las lámparas eléctricas explicarían la ausencia de restos de antorchas en las tumbas egipcias se ha usado a veces como argumento en apoyo a esta interpretación, si bien, en realidad, el científico quería demostrar el uso de un sistema de reflexión con espejos.

### Citas
1. ↑  País de médicos, los más sabios del mundo. Heródoto
2. ↑  Plinio el Viejo Naturalis Historia, XIII 21.
3. ↑  Ifrah, Georges, Traducido por Bellos, David (1999). The Universal History of Numbers, pág. 162. John Wiley & Sons. ISBN 0-471-39340-1.(cf., "como hemos visto, Sumer utilizó una base sexagesimal, mientras que el sistema del Antiguo Egipto era totalmente decimal." )
4. ↑  Krebs, Robert E (2004). Groundbreaking scientific experiments, inventions, and discoveries of the Middle Ages and the Renaissance, pág. 127.. Greenwood Publishing Group. ISBN 0-313-32433-6.
5. ↑  Little Heath, Thomas (2003). Manual of Greek Mathematics, pág. 11. Courier Dover Publications. ISBN 0-486-43231-9.
6. ↑  Plutarco, Vida de César 49.3.
7. ↑  «History of Engineering». Civil engineering (en inglés). Archivado desde el original el 12 de enero de 2008. Consultado el 03, 06,2008.
8. ↑  Harrell,James A. (2003). «Description of stone varieties». Decorative stones in the pre-ottoman islamic buildings of Cairo, Egypt (en inglés). Consultado el 03, 06,2008.
9. ↑  Heródoto, Los nueve libros de la Historia: Libro II. cap. CXLIX.
10. ↑  Fritz de la Orta, Gustavo (1969). Historia de la Ingeniería. Universidad de Texas. p. 19.
11. ↑  Heródoto, Historiae Libro II, 158
12. ↑  Mommsen, Theodor (2006). El mundo de los cesares, pág. 451. Fondo de Cultura Economica. ISBN 968-16-7724-2.
13. ↑  Simonet, Douglas. «El canal de los Faraones». Instituto Uruguayo de Egiptología (en inglés). Archivado desde el original el 19 de octubre de 2008. Consultado el 07, 06, 2008.
14. ↑  Conferencia de Patrick Hunt (2001). «El genio egipcio: piedras para la eternidad.». American research center in Egypt (en inglés). Archivado desde el original el 14 de octubre de 2007. Consultado el 04, 06, 2008.
15. ↑   Montet, Pierre (1993). La vida cotidiana en Egipto en tiempos de los Ramsés. Temas de hoy. ISBN 84-7880-281-9.
16. ↑  Blake L. White, WorldviewEl Antiguo Egipto proporciona un ejemplo de cómo una sociedad dirige la ingeniería y el desarrollo de la ciencia. Strategic Technology Institute. Pág. 2. (en inglés)
17. ↑  «Amenemhet-III». Britannica Concise (en inglés). Consultado el 16, 10,2008.
18. 1 2  Orjan Wikander (2008). The Oxford Handbook of Engineering and Technology in the Classical World (en inglés). Oxford University Press. pp. 141– 142. ISBN 0195187318.
19. 1 2  Adriana de Miranda (2007). Water architecture in the lands of Syria: the water-wheels (en inglés). L'Erma di Bretschneider. pp. pp. 38 - 39. ISBN 8882654338.
20. ↑  Oleson, John Parker (2000). Handbook of Ancient Water Technology (en inglés). Brill. pp. 234- 270. ISBN 90-04-11123-9.
21. ↑  Lockergnome (2007). «Reconstrucción de una fábrica de vidrio del Antiguo Egipto» (en inglés). Archivado desde el original el 14 de septiembre de 2008. Consultado el 16, 10,2008.
22. ↑  William Hill, John y K Kolb, Doris (2000). Química para el nuevo Milenio- 8b. Ed. Pearson Educación. p. 283. ISBN 970-17-0341-3.
23. ↑  Hampton, Susan. «Producción de vidrio en la Antigüedad» (en inglés). Archivado desde el original el 5 de abril de 2007. Consultado el 16, 10,2008.
24. ↑  Walker, Christopher (1996). Astronomy Before the Telescope. Ed. British Museum Press. pp. 28. ISBN 0-7141-1746-3.
25. ↑  Tyldesley, Joyce (2003). Pyramids: The Real Story Behind Egypt's Most Ancient Monuments. Ed. Viking. p. 74. ISBN 0-670-89322-6.
26. ↑  Neugebauer, Otto (1969). The Exact Sciences in Antiquity. Ed. Courier Dover. pp. 86. ISBN 0-486-22332-9.
27. ↑  Wells, Ronald (2001). «The Origins of Egyptian Calendars and Their Modern Legacy» (en inglés). Archivado desde el original el 15 de febrero de 2009. Consultado el 15, 11, 2008.
28. ↑  University of Calgary Faculty of Medicine (1981). History of medicine days. Ed. Faculty of Medicine.
29. ↑  Mamtani R, Malhotra P, Gupta PS, Jain BK. (1978). «A comparative study of urban and rural tetanus in adults.». International Journal of epidemiology (Junio 1978). p.p. 185-188.
30. ↑  Snoek, Frank J. (2001). «The Mind Matters» (en inglés). Consultado el 15, 11,2008.
31. ↑  Childress, D. H. (2000). Technology of the gods: the incredible sciences of the ancients. Kempton, Ill: Adventures Unlimited Press. ISBN 0-932813-73-9
32. ↑  Electricity in ancient times. WUFOC and NÄRKONTAKT.
33. ↑  Krassa, P., and R. Habeck, "Das Licht der Pharaonen.". ISBN 3-548-35657-5
34. ↑  Lockyer, J. Norman (1998) [1894]. The Dawn of Astronomy. Kessinger Publishing. pp. 180-1. ISBN 1564591123.